# Дупнишка крепост
Дупнишката крепост (известна още и като Кулата) е късноантична и средновековна крепост край град Дупница, изградена през V – IV век пр.н.е.
Намира се на 850 метра източно по права линия от центъра на град Дупница на естествено възвишение на десния бряг на река Джерман, при най-голямата теснина (известна като Цифуньо) в местността Кулата. Крепостният зид, граден от ломени камъни и споен с бял хоросан и пояси от тухли, върви по ръба и огражда площ от 5 – 6 дка. По сведения на местните крепостта е била с 6 – 7 крепостни кули. Северозападно пред крепостната стена е разположен крепостен ров с внушителни размери от дълбочина 8 m и ширина над 12 м. Площта на укреплението е била много гъсто застроена и населена, като в днешно време по целия терен се наблюдават много фрагменти от битова и строителна керамика.
През средновековието е използвана за защита на Струмския път. При нашествието на турците по тези земи крепостта е разрушена до основи, след което много от дупнишките граждани принудително са изселени в Източна Тракия между селищата Бунар Хисар и Малко търново, където основават село Дупница. Вероятно са използвани като добри рудари в разработването на железните мини около гр. Малък Самоков в Странджа планина.
В наши дни на върха на хълма е издигнат паметник и костница на загиналите войници от Междусъюзническата война от 1912 – 1918 г. Там, под извисяващия се високо кръст, почиват костите на смелите воини, дали живота си за родината. Във връзка с проектирането на паметника са проведени разкопки в периода 1993 – 1995 г., при които са открити крепостните стени от ІV – VІ в. и долепени към тях части от жилищни помещения с огнища. Местността Кулата е обект на проекта „Планините си подават ръце“, реализиран от България и Северна Македония с финансовата подкрепа на Европейския съюз.

## Проучване
От проведените през 2009 – 2010 г. археологически разкопки е установено, че крепостта е изградена върху останките на градежи от праисторическата епоха датирани от 5 хилядолетие пр.н.е. При разкопките са открити фрагмент от антропоморфно и зооморфно изображение. През ранната бронзова епоха отново е засвидетелствана активност само върху билото на хълма. Открити са също следи от обитаване и през 1 хилядолетие пр.н.е. Керамиката с типична за този период украса свидетелства за наличието на структури отнасящи се към ранножелязната и късножелязната епохи. През късната античност 5 – 4 век пр.н.е. на хълма е била изградена византийска крепост със стени на калова и хоросанова спойка, с две кули, два входа и потерна. Входовете са разположени на труднодостъпни места, близо до ската. В северозападната част беше открито хранилище с 10 питоса, вкопани в скала до крепостната стена, във вътрешната част на крепостта. До него бяха открити основи на кула със стопанско помещение в приземния етаж. В източния сектор бяха разкрити основи на още една кула, от която се открива широк изглед към Драгойна могила и Горно поле на Дупнишката покрайнина, където е минавал пътят Пауталия – Германея през античната епоха. Крепостните стени обграждат площ от приблизително 3,5 дка. През втората половина на VІ век крепостта е изоставена и опожарена.
През 1993 г. във връзка със строителство на паметник на загиналите във войните 1912 – 1918 г., бяха разкрити основите на средновековна кула 11 – 12 век, която се намира по средата на хълма и обяснява името на местността – „КУЛАТА“. Тя представлява почти квадратна в плана си сграда с размери 8х7,60 m., с дебелина на стените 1,30 – 1,40 m на калова спойка, ъглите на която сочат четирите посоки. В книгата си „Спомени из робското минало на гр. Дупница“ (изд. 1924 г.), местния краевед Никола Лазарков /1858 – 1930/ съобщава за „бурчове“: „...Тая над „кулата“ е била отгоре на самия връх. Нещо като крепост, и е отдавна развалена, защото и Дедами не я е запомнил...“ През 12 век кулата е изоставена и живота на хълма е прекъснат до наши дни. Легендата за отбрана на крепостта и нейното разрушаване „из корен“ от войските на Лала Шахин в края на 14 век – остава само легенда.
Проучените гробове, печат за обредни хлябове, част от метален кръст и каменна икона – миниатюра, показват християнската принадлежност на населението на крепостта и в периода на късната античност и в периода 11 – 12 век.
Разкопките разкриха важна за историята на региона крепост на значимите пътища от древността: Сердика – Тесалоники и Пауталия – Германея – Филипопол и сочат крепостта „Кулата“ като един от най-ценните паметници от културно-историческото наследство за региона.
Археологическите проучвания на обект „Кулата“ са провеждани в продължение на шест сезона – 1993 г., 1995 г., и след прекъсване са подновени от 2009 г. до 2012 г. от екип на Исторически музей – Дупница Славянка Николова и Сергей Устинов. Праисторическият пласт в един от секторите е проучен през 2011 г. от Петър Лещаков – НАИМ-БАН. Архитектурното и геодезическо заснемане е извършено от Георги Гошев – НАИМ-БАН.

## Галерия
- Глинена чаша и фрагменти керамика – I хилядолетие пр. Хр.
- Керамичен печат за обредни хлябове с надпис „Даниил – пророк в Христа“, VI в.
- Глинени съдове, VI в.
- Глинени гърнета, VI в.
- Огниво, огрибка, чукче, шпора, нож с дръжка от кост
- Железни предмети и ножове, VI в.
- Хромел за мелене на зърно (камък), VI в.
- Сребърен пръстен със стилизирано изображение на двуглав орел, XI-XII в.
- Каменна (стеатитова) миниатюрна иконка с изображение на един от библейските царе пророци Давид или Соломон, XI – XII в.
- Питоси – глинени съдове за съхранение на зърно
- Зърнохранилище с десет питоса до западната кула
- Щерна (водохранилище) на билото на хълма
- Част от помещения към южната крепостна стена
- Костен гребен
- Антропоморфна фигура
- Монети открити на крепостта